# Mircea V. Pastir
Mircea V. Pastir (romunsko Mircea Ciobanul) je bil vlaški knez, ki je z dvema prekinitvama vladal od leta 1545 do 1559, * ni znano, † 25. september 1559.  

## Vladanje
Mircea, s krstnim imenom Dumitru, je bil peti sin kneza Raduja IV. Velikega  in njegove žene Rade-Smarande.  Poročen je bil z Ano Moldavsko, hčerko moldavskega vojvode Petra Rareșa. Vzdevek Pastir je dobil verjetno zato, ker je pred prihodom na prestol kupoval ovce za istanbulske tržnice.
Za kneza ga je januarja 1545 imenovalo Osmansko cesarstvo po smrti njegovega polbrata Raduja VII. Vladati je začel po prihodu v Bukarešto 17. marca 1545. S svojim prvim dekretom o privilegijih, objavljenim 25. marca 1545, je obdržal in celo povišal štiri visoke funkcionarje svojega predhodnika, teden dni kasneje pa je ukazal usmrtitev številnih bojarjev, vključno z  vornikom (ministrom za notranje zadeve) Coado, comisom Radulom, spătarjem (drugim najvišjim vojaškim častnikom) Stroem in comisom Vintilo. Kronike omenjajo tudi to, da so bojarje pred usmrtitvijo mučili, da bi povedali, kam so skrili denar in dragocenosti. Zaseženo premoženje je zasegla državna zakladnica. Po pomoru je nekaj najpremožnejših bojarjev in svojcev umorjenih pobegnilo v Transilvanijo in na Ogrsko, od koder so dvakrat poskušali strmoglaviti osovraženega kneza. 
Prvi poskus se je zgodil v bitki pri Perișu 24. avgusta 1546, v kateri je Mircejeva vojska presenetila in zdesetkala vojsko izgnanih bojarjev. Leta 1548 se je zgodil še drug beg vlaških bojarjev, katerega so vodili stolnik (senešal) Stoica, vornik Vintilă, veliki logotet Radu in posteljnik (komornik) Pârvu. Bojarji v izgnanstvu so se organizirali in z vojsko 1.000 najemnikov pod poveljstvom mladega kandidata za vlaški prestol vdrli v Vlaško v upanju, da bodo sprožili splošno vstajo. Njihova pričakovanja se niso nikoli uresničila, ker so po podatkih v kroniki brașovskega meščana Ostermayerja kmetje podpirali Mirceo. Zgleda da se je bitka med njimi in Mirceo dogajala pri vasi Miloste v Valcejskem okraju. Zmagal je Mircea. Bojarji, ki so bitko preživeli, so z veliko težavo pobegnili.
Habsburžani, ki so leta 1551  okupirali  Transilvanijo, so želeli vlaškega vladarja po svojem okusu, zato je transilvanski guverner,  cesarski general Johann Baptist Castaldo, podprl Raduja Ilieja, ki je, obdan z bojarji, novembra 1551 vdrl v Vlaško. Njegova vojska je štela okoli 15.000 mož, vojska Raduja Pastirja pa 8.000-9.000 mož. Dva dni pred bitko je dal Mircea zaradi strahu pred izdajo za svojo mizo usmrtiti 47 bojarjev. Odločilna bitka je potekala 16. novembra 1552 pri Manestri. Mircea je bitko izgubil in z družino pobegnil v Giurgiu.
11. maja 1553 je Mircea Pastir s podporo moldavskega kneza Aleksandra  Lăpușneanuja ponovno prišel do prestola. Njegova druga vladavina je bila kratka, ker ga je sam Lăpușneanu preko svojega vornika Nădăbaica odstavil. Porta je za novega kneza imenovala Pătrașcuja Dobrega, Mirceo pa odpoklicala v Istanbul.
Po Pătrașcujevi smrti januarja 1558 je sultan Sulejman I. za vlaškega kneza ponovno imenoval Mirceo Pastirja.  Njegovo imenovanje je sprožilo nov eksodus bojarjev čez južne Karpate. Mircea je beguncem obljubil, da se jim bo poklonil in jim vse odpustil, če se vrnejo v domovino. Bojarje je v prisotnosti osmanskih dostojanstvenikov sprejel na svojem dvoru v Bukarešti, po odhodu Turkov pa je vse pobil. Najpomenbnejši med njimi je bil vornik   Stănilă. Na isti dan, 3. februarja 1558, so bili prvič usmrčeni tudi predstavniki pravoslavne duhovščine.

## Smrt
Mircea Pastir je umrl leta 1559. Pokopali so ga v cerkvi Curtea Veche  v Bukarešti, ki jo je sam obnovil. Po njegovi smrti je njegova energična vdova Čiajna pomagala njunemu sinu Petru, da je prišel na vlaški prestol.

## Vir
- Lucian Predescu. Enciclopedia Cugetarea.

| Mircea V. Pastir Rojen: ni znano Umrl: 25. september 1559 |                       |                            |
| Vladarski nazivi                                          |                       |                            |
| Predhodnik: Radu VII. Paisie                              | Vlaški knez 1545–1552 | Naslednik: Radu VIII. Ilie |
| Predhodnik: Radu VIII. Ilie                               | Vlaški knez 1553–1554 | Naslednik: Pătrașcu Dobri  |
| Predhodnik: Pătrașcu Dobri                                | Vlaški knez 1558–1559 | Naslednik: Peter Mlajši    |

1. ↑  http://genealogy.euweb.cz/balkan/basarab.html